# 荒尾郵便局
荒尾郵便局（あらおゆうびんきょく）は熊本県荒尾市にある郵便局。民営化前の分類では集配普通郵便局であった。

## 概要
住所：〒864-8799 熊本県荒尾市大正町2-1-11

## 沿革
- 1879年（明治12年）5月16日 - 荒尾郵便局（五等）として開設[1]。
- 1885年（明治18年）10月1日 - 貯金取扱を開始。
- 1888年（明治21年）4月1日 - 荒尾村郵便受取所となる。
- 1891年（明治24年）8月31日 - 廃止。
- 1906年（明治39年）3月23日 - 荒尾郵便局（三等）として再設置。
- 1951年（昭和26年）10月 - 局舎新築落成。
- 1981年（昭和56年）3月16日 - 荒尾市昭和町から同市大正町二丁目に移転[2]。
- 1985年（昭和60年）3月17日 - 荒尾四山郵便局の廃止に伴い、電気通信業務を除く[3]取扱事務を承継。
- 1991年（平成3年）8月19日 - 尼ヶ島簡易郵便局の一時閉鎖[4]に伴い、取扱事務を承継。
- 1998年（平成10年）9月1日 - 外国通貨の両替および旅行小切手の売買に関する業務取扱を開始。
- 2007年（平成19年）10月1日 - 民営化に伴い、併設された郵便事業荒尾支店に一部業務を移管。
- 2012年（平成24年）10月1日 - 日本郵便株式会社発足に伴い、郵便事業荒尾支店を荒尾郵便局に統合。
- 2016年（平成28年）2月22日 - 府本郵便局から集配業務を移管。

## 取扱内容
- 郵便、印紙、ゆうパック、内容証明
- 貯金、為替、振替、振込、国際送金、国債、投資信託
- 生命保険、バイク自賠責保険、自動車保険
- 荒尾市内の集配業務
- ゆうゆう窓口
- ゆうちょ銀行ATM

## 周辺
- イオンタウン荒尾
- 荒尾競馬場
- 荒尾市立万田小学校
- 国道208号
- 国道389号

## アクセス
- JR鹿児島本線 荒尾駅から北へ約600m（徒歩約7分）
- 西鉄バス 大正町停留所、産交バス 二小下停留所下車
- 九州自動車道 南関ICから南西へ約16km、有明海沿岸道路（大牟田高田道路） 大牟田ICから南へ約3.5km
- 駐車場あり：16台